# Julián Ortiz
Julián Ortiz Fernández de la Cueva (Corral de Almaguer, Toledo, Castilla-La Mancha, 15 de febrero de 1966) es un exjugador de baloncesto español, que ocupaba la posición de pívot.

## Trayectoria
- Cantera FC Barcelona.
- 1984-1987 ACB. FC Barcelona.
- 1987-1988 ACB. TDK Manresa.
- 1988-1992 ACB. Granollers Esportiu Bàsquet.
- 1992-1993 ACB. CB Ourense.
- 1993-1994 ACB. CB Valladolid.
- 1994-1995 ACB. Club Baloncesto Peñas Huesca.
- 1995-1996 ACB. Gijón Baloncesto.
- 1996-1997 EBA. Valentine Montcada.
- 1996-1997 ACB. C.B. Murcia. Entra por Darren Allaway.
- 1997-1998 EBA. C.B. Montcada.

## Palmarés
Selección:
- 1983 Eurobasket juvenil. Selección de España. Tubingen. Medalla de Plata.
- 1987 Universiada. Selección de España Promesas. Zagreb. Medalla de Bronce.

FC Barcelona:
- 1984-85 y 1985-86 Recopa.
- 1984-85 Copa del Mundo de Clubes.
- 1986-87 ACB.
- 1987 Copa del Rey.
- 1987 Copa Korac.